# Sutta Pitaka

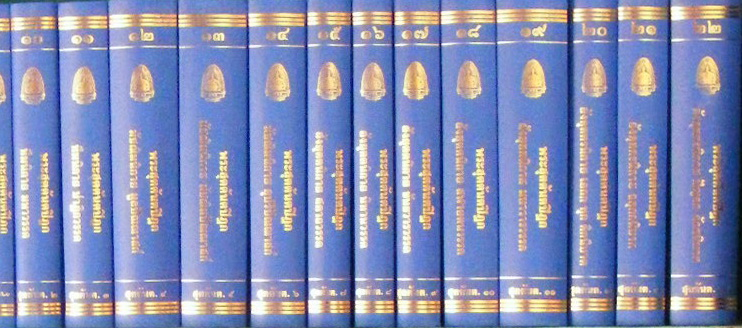
Volumes contenant le canon Pāli (Tripiṭaka)

Le Sutta Pitaka ou Suttanta Pitaka (pali), Sūtra Piṭaka ou Sutra Pitaka (sanskrit) सूत्र पिटक, « La corbeille des enseignements », est la deuxième des trois divisions du canon pali Tipitaka sur lequel se base le courant theravada. Elle contient des milliers de textes d'enseignement répartis en cinq sections (nikaya), dont quatre sont intégrées sous le nom d’agamas dans le canon mahayana. Ces suttas seraient les enseignements du Bouddha transmis oralement, puis couchés par écrit probablement au Ier siècle av. J.-C.

## Datation
La tradition rapportée dans le canon lui-même fait remonter la compilation du Tipitaka à un concile peu après la mort du Bouddha, durant lequel le Sutta Pitaka aurait été récité par Ananda, son assistant. Le texte ne mentionne que la récitation, mais certains croient à une première mise par écrit. La chronique singhalaise Mahavamsa, elle, date sa rédaction du Ier siècle av. J.-C. sur ordre du roi Vattagamani (r. 86-76 ou 29-17 av. J.-C.). Cette hypothèse est considérée comme vraisemblable par la plupart des historiens modernes. Leurs opinions divergent, par contre, en ce qui concerne les altérations ultérieures jusqu’à la version du Ve siècle commentée par Buddhaghosa, qui s’est assez bien conservée. Certains pensent que la version pali sri lankaise a été peu retouchée après sa rédaction initiale, au contraire des Agamas nordiques, les quatre premières sections transmises par différentes écoles au courant mahayana, disponibles en chinois, tibétain, sanskrit, dont un fragment en kharoshthi. D’autres, cependant, estiment qu’il est illusoire d'espérer retrouver à travers le Visuddhimagga l'image fidèle du Sutta Pitaka du Ier siècle.

## Composition
La collection renferme plus de dix mille suttas, dont 8777 très courts contenus dans l’Anguttara Nikaya.
Les cinq sections du Sutta Pitaka :
- Le Digha Nikaya, « les longs discours », comptant 34 suttas ;
- Le Majjhima Nikaya, « les discours de longueur moyenne », comptant 152 suttas regroupés en 5 sections ;
- Le Samyutta Nikaya, « les discours groupés ou connectés », groupés en cinq sections de 10 à 15 suttas chacune ;
- L'Anguttara Nikaya, « les discours des facteurs ultérieurs ou discours numériques », classés en onze groupes, le premier portant sur un sujet simple, le deuxième sur un sujet double, le troisième sur un sujet triple, et ainsi de suite jusqu'à 11 (en tout plus de 2300 suttas) ;
- Le Khuddaka Nikāya, « les petits discours ou livres courts », composé de 15 livres parmi lesquels se trouvent des textes bien connus tels que le Dhammapada, le Sutta Nipata et l'Udana.

#### Traductions
- (en)
  - Anguttara-nikâya trad. F. L. Woodward et E. M. Hare : Gradual Sayings, Pâli Text Society, 1932-1936, 5 vol.
  - Dîgha-nikâya, trad. Rhys Davids : Dialogues of the Buddha, Sacred Books of the Buddhists, 1899-1921, 3 vol.
  - Majjhima-nikâya, trad. Horner : The Book of Middle Length Sayings, Pâli Text Society, 1954–1959, 3 vol.
  - Samyutta-nikâya, trad. Caroline A. F. Rhys Davids et F. L. Woodward : The Book of the Kindred Sayings, Pâli Text Society, 1917-1930, 5 vol.
  - Khuddaka-nikâya, dont no 2 : trad. Caroline A. F. Rhys Davids, Dhammapada, Pâli Text Society, 1931 ; no 9 : trad. Caroline A. F. Rhys Davids : Psalms of the Early Buddhists, Pâli Text Society, 1909-1937, 2 vol. (trad. des Therî-gâthâ, 73 psaumes des Anciennes) ; no 10 : trad. E. B. Cowell, The Jâtaka, or Stories of the Buddha's Former Births, Pâli Text Society, 1913 ; etc.
- Môhan Wijayaratna, Digha-nikaya le premier livre du sutta-pitaka (3 tomes), Lis Editions - juin 2010
- Môhan Wijayaratna, Majjhima-Nikaya Recueil des 152 moyens suttas (4 tomes), Lis Editions - septembre 2014
- Môhan Wijayaratna, Les entretiens du Bouddha, Seuil, coll. « Points Sagesses », 2001. Traduction de 21 textes canoniques.
- Môhan Wijayaratna, Sermons du Bouddha, Seuil, coll. « Points Sagesses », 2006. Traduction de 20 textes canoniques : Kâlâma-sutta, Aggi-sutta, Sangâma-sutta (et Pabbatûpama-sutta), Veludvâreyya-sutta, Verañjaka-sutta, Bhariyâ-sutta, Aputtaka-sutta (et Malikâ-sutta), Ambalatthikarâhulovâda-sutta, Dhamma-cakkappavattana-sutta, Cûlamâlunkya-sutta, Acela-sutta, Sîvaka-sutta, Tevijja-sutta, Kakacûpama-sutta, Dârukkhandha-sutta, Dârukkhandha-sutta, Ganakamoggallâna-sutta, Dantabhûmi-sutta, Âdittapariyâya-sutta, Indriyabhâvana-sutta, Mahâdukkhakkhandha-sutta, Mahâsâropama-sutta, Cûlasuññata-sutta).
- Sutta Pitaka. La corbeille des discours

#### Études
- Somapala Jayawardhana, Handbook of Pali Literature, Colombo, 1994.
- (en) Oskar von Hinüber (en), A Handbook of Pâil Literature, Berlin - New York, De Gruyter, 1996, viii + 257 p. (lire en ligne)